# كايفان نوفاك
كايفان نوفاك (بالإنجليزية: Kayvan Novak)‏ هو ممثل بريطاني، ولد في 23 نوفمبر 1977 في المملكة المتحدة.

## أعمال

### أفلام
- (2005) سريانا[5]
- (2010) أربعة أسود[6]

## وصلات خارجية
- كايفان نوفاك على موقع IMDb (الإنجليزية)
- كايفان نوفاك على موقع ميتاكريتيك (الإنجليزية)
- كايفان نوفاك على موقع روتن توميتوز (الإنجليزية)
- كايفان نوفاك على موقع قاعدة بيانات الفيلم (الإنجليزية)